# Food marketing
Food marketing je proces, soubor aktivit napříč celým zpracovatelským procesem výroby a distribuce potravin, tedy od vypěstování na farmě až ke konečnému zákazníkovi. Food marketing využívá řadu jiných podpůrných marketingových nástrojů, například segmentaci , targeting a positioning . Jedná se o velmi komplexní aktivitu. Výše výdajů spotřebitelů za potraviny a jejich sortiment závisí na výši příjmů, společenské třídě, demografických faktorech, na stylu života atd.

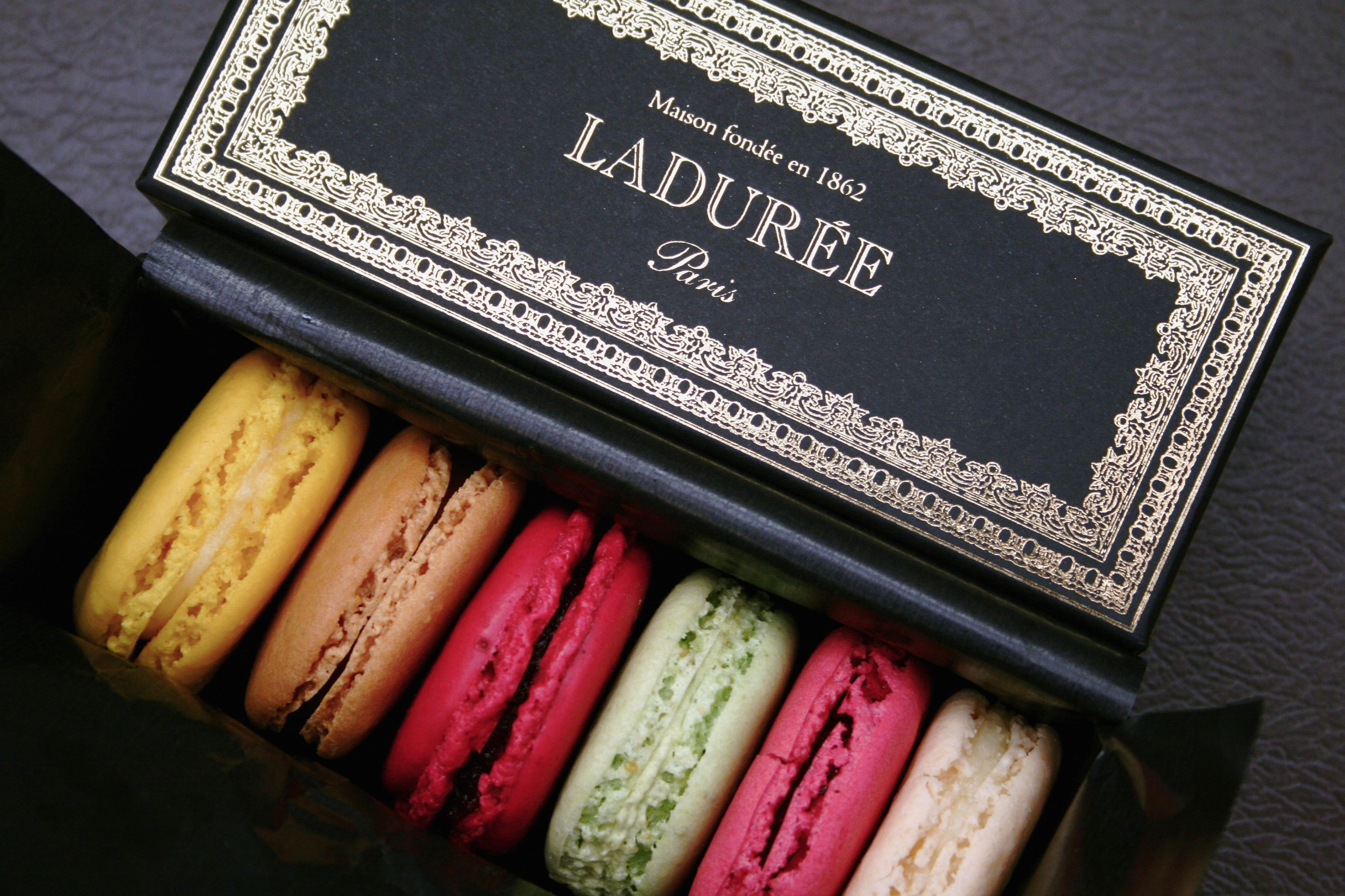
Food

## Marketingový mix4P
- Produkt: Každá firma se snaží, aby byl její produkt vnímán zákazníky lépe než ten konkurenční. Firma může investovat do tajné receptury na výrobu potraviny, která má vylepšit její chuť, nebo používat vysoce kvalitní ingredience.
- Cena: Při stanovení ceny se uplatňují dvě strategie. V krajním pojetí se jedná buď o prodej co největšího množství, kterého je dosaženo pomocí nízké ceny a nízké marže, nebo naopak prodej sice malého množství, ale s vysokou cenou a marží.
- Distribuce: Odpovídá na otázku, jakým způsobem se produkt dostane k zákazníkovi, zda se bude prodávat masově v hypermarketech nebo bude k dostání pouze u lokálních obchodníků a ve specializovaných prodejnách. Způsob distribuce ovlivňuje výslednou cenu produktu.[2].

- Propagace: Zahrnuje všechny aktivity firmy, které jsou směřovány k tomu, aby si zákazník koupil daný produkt. Základem propagace je reklama, ale mohou to také být i slevové akce, kupony, ochutnávka přímo v obchodě, exkluzivní umístění zboží (např. Haribo medvídci jsou umístěni na stojanu ve tvaru medvídka) atd[2].

## Význam barev
Velký vliv je přiřazován barvě při výběru a následné konzumaci potravin. Aby potraviny stimulovaly přání jíst a vyvolávaly chutě, nestačí pouze, aby voněly a byly chutné. Musejí být také barevně přitažlivé pro zákazníka. Určité barvy jsou spojeny s představou k jídlu, existují i barvy, které vyvolávají pravý opak. K barvě, která nejvíce potlačuje chuť k jídlu, patří modrá. Důvody jsou dva. Prvním důvodem je, že v přírodě se nevyskytuje mnoho modré barvy a nezapadá do stravovacích zvyků všežravců. Druhý důvod je psychologický, jelikož modrá je studená barva a má tendenci navozovat klid a potlačovat pocit hladu. Nejčastější barvou, se kterou se můžeme setkat v reklamě či obalu produktu je červená. Červená barva představuje akci, radost až agresivitu. Tato barva umístěná v reklamách má za cíl upoutat pozornost v některých případech až provokovat. Červená se proto používá v komunikaci mnoha restaurací, jako jsou KFC či McDonald's .

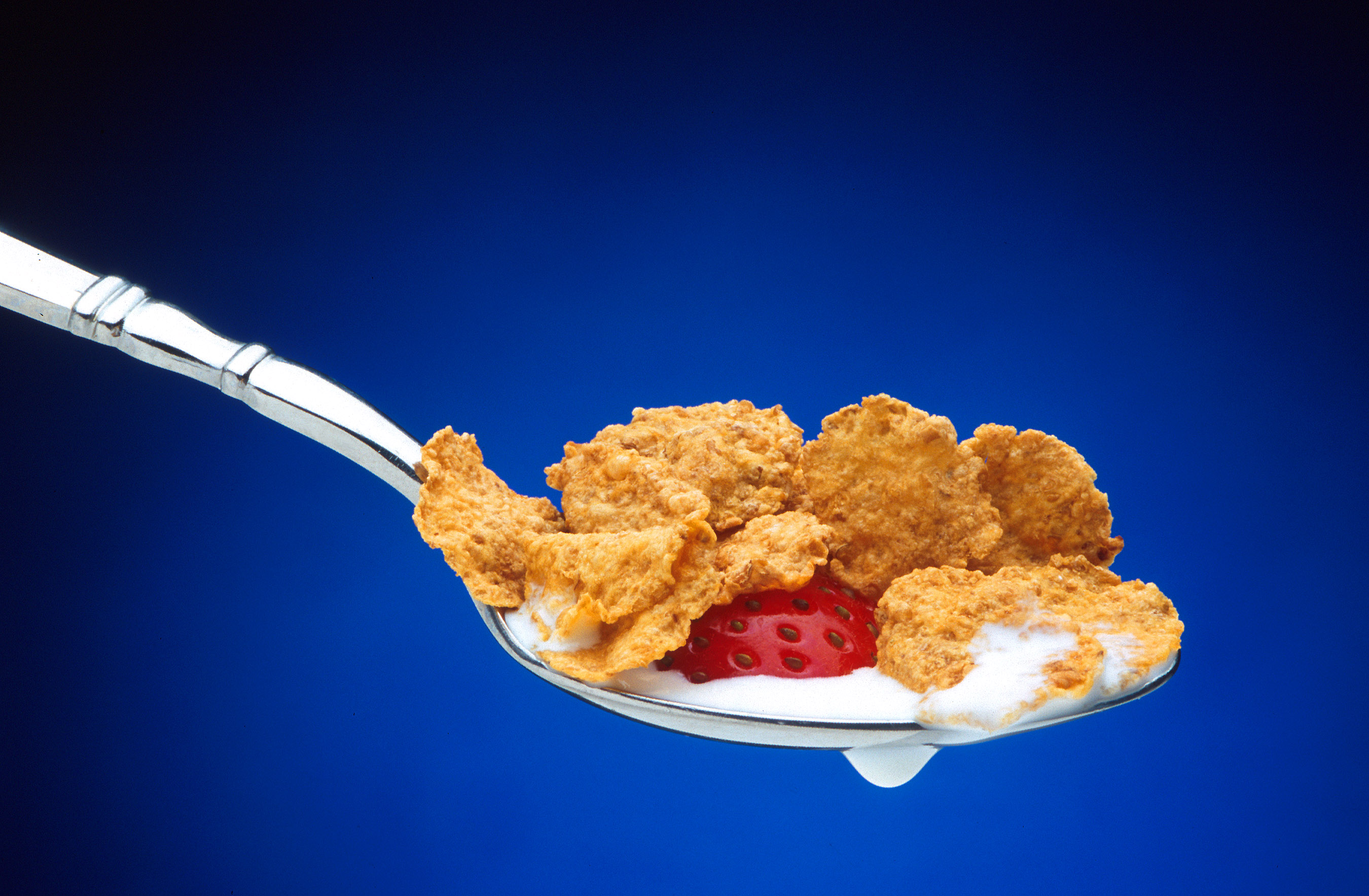
Colour

## Význam obalů
Obal je jedním z klíčových prvků v prodeji výrobku. Barva může být v rámci obalů jedním z nejdůležitějších faktorů, které působí na spotřebitele. Barvy rychle upoutají pozornost a zaujmou ještě před tím, než si zákazník přečte, o jaký výrobek se jedná..

### Barva obalů
Zelené a světle modré odstíny se nacházejí na obalech čajů, celozrnných výrobků nebo zeleniny. Na druhou stranu obaly produktů jako energetické nápoje a cukroví, které vyvolávají vysokou aktivitu, mohou mít až nepřirozené a neobvyklé barvy.

### Tvar obalů
Tvar balení může mít velký vliv na prodej zboží. Balení výrobku neobvyklého tvaru či textury bude pro spotřebitele zajímavější, než obyčejné balení téhož výrobku. Příkladem mohou být štíhlejší plechovky, které podněcují pocit štíhlosti a dojem, že výrobek je zdravější.

## Význam zvuků
Vnímání jídla, které jíme, je kromě chuti závislé také na dalších podnětech, které při konzumaci zpracovává mozek. Není důležité, jak jídlo chutná, ale také jak vypadá, voní, jakou má strukturu nebo v neposlední řadě také to, jaké sluchové pocity jsou s konzumací spojeny. Společně s vizuálními, čichovými a chuťovými smysly pak např. určujeme zralost jablka.

## Food marketing zdravé výživy v České republice
Zdravý životní styl, zdravá výživa, bio potraviny, výrobky od českých výrobců jsou pojmy velmi často zmiňované v médiích. K orientaci laických spotřebitelů v této oblasti v České republice napomáhají organizace. Ty potraviny vyhodnocují a označují je etiketami, aby se snáze určilo zda výrobky jsou opravdu kvalitní a zdravé.

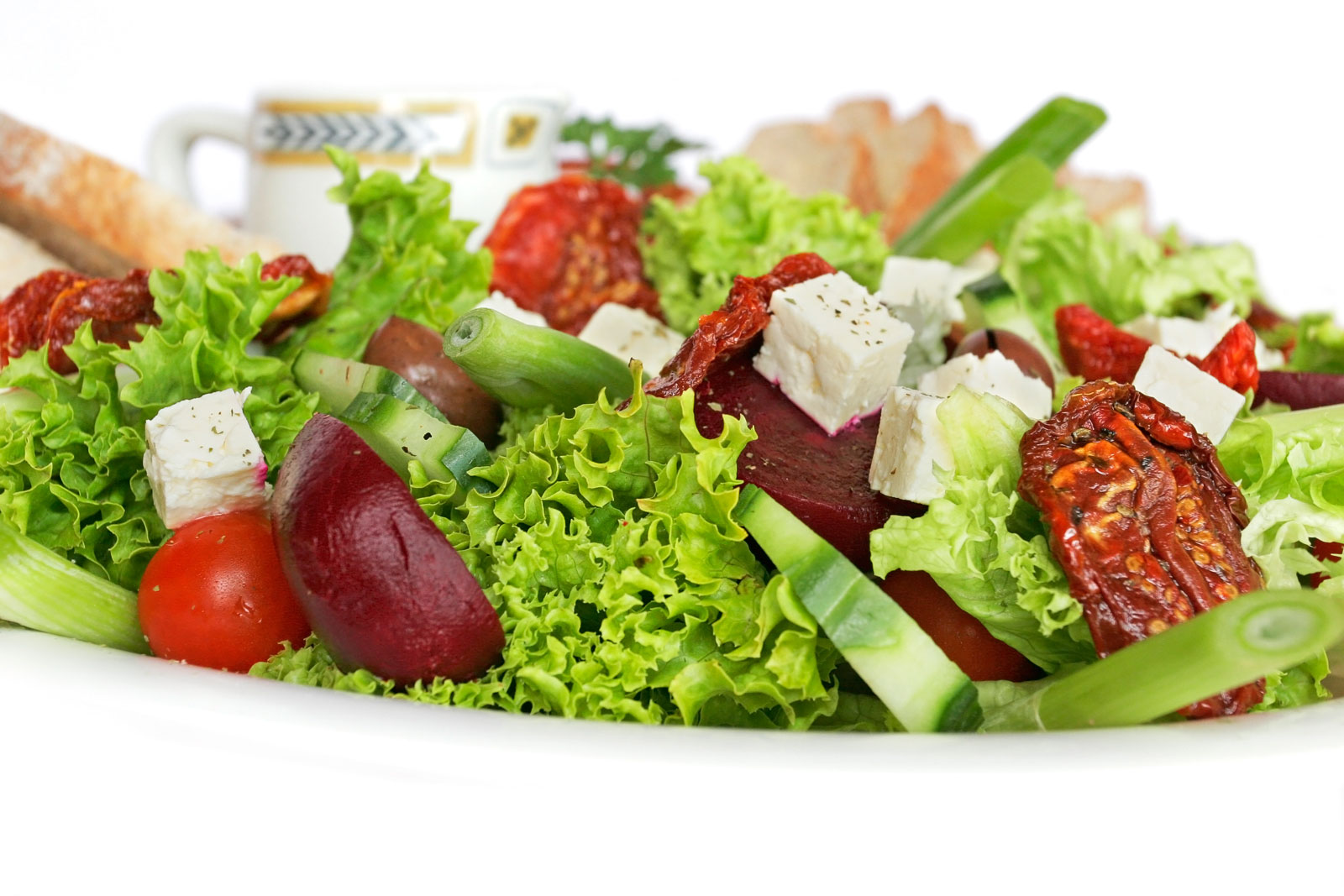
Salát

### Klasa
Značka Klasa vznikla v roce 2003 pod záštitou ministerstva zemědělství. Cílem je zaručit kvalitu potravin a usnadnit orientaci spotřebitele na českém trhu. Tato značka má širokou podporu státu včetbě finanční. Je udílena na tři roky, během nich dozorové orgány provedou několik kontrol kvality. Tedy výrobek o označení Klasa může i přijít. Za užívání loga firmy nemusí platit, jak tomu někdy dochází u jiných značek na trhu.

### Vím, co jím
Značka vznikla v roce 2010 a sleduje obsah škodlivých živin, jejichž nadměrná konzumace způsobuje civilizační choroby jako je obezita či diabetes. Udělování se řídí kritérii Světové zdravotnické organizace a Organizace OSN pro výživu a zemědělství. Kritéria každé dva až tři roky procházejí revizí. Certifikaci drží kolem 300 výrobků. Nehledí však na původ potravin, ekologii, technologii výroby apod.

### Bio
Od roku 2010 funguje označení produktů ekologického zemědělství. Užívání je podmíněno dodržováním přísných pravidel pro zemědělskou výrobu. Nesmí se např. používat většina hnojiv konvenčního zemědělství, přísnější pravidla také platí pro chov zvířat či jejich krmení. Farmáře kontrolují v ČR tři orgány. Logo má dvě verze, českou a EU a je doplněno kódem kontrolních organizací.

### Zdravá potravina
Občanské sdružení Zdravá potravina je spolek, který vznikl pro lepší orientaci spotřebitelů v záplavě potravinářských výrobků. K tomuto účelu slouží logo sdružení, charakteristické zelené jablko s heslem ČTEME ETIKETY ZA VÁS.
Spotřebiteli logo na obale pomáhá rychle a snadno rozpoznat ty skutečně kvalitní potraviny, tedy bez zbytečných aditiv, s adresným původem a vysokým obsahem hlavní složky, jde-li tato stanovit a to v souladu s kritérii, která jsou transparentní a sestavená odbornou radou sdružení v čele s Ing. Hanou Stříteckou, Ph.D.
Kritéria jsou dostupná na webových stránkách www.zdravapotravina.cz. a jsou zaměřena na faktory, které zajímají samy spotřebitele. Spotřebitelé mají zájem o kvalitní potraviny za rozumnou cenu - bezpečné, nefalšované potraviny bez náhražek a aditiv, s preferencí českého původu, se jménem výrobce na obale.
Členové a spolupracovníci sdružení tedy čtou etikety výrobků za spotřebitele, a na potraviny vysoké kvality jej prostřednictvím nepřehlédnutelného loga upozorňují.
Spotřebitel tak získává do ruky další efektivní nástroj pro kvalifikovaná nákupní rozhodnutí a zkracuje se jeho cesta k informacím o potravinách.

## Food marketing v supermarketech
V oblasti food marketingu je také nutné povšimnout si propagace a uspořádání potravin v supermarketech. I když samotný člověk si to mnohdy neuvědomí, všechno to uspořádání má svůj smysl a není jen tak náhodné. Prodejci používají mnoho triků a způsobů, jak donutit zákazníky nakupovat nejen to, co potřebují, ale mnohem víc dalších potravin, které ve skutečnosti nebyly tím, pro co jsme si původně do supermarketu přišli. Na zákazníkovo nákupní chování mají vliv různé triky v rámci následujících kategorií:
- Vybavení a vyzdobení interiéru
- Uspořádání zařízení v obchodě
- Uložení potravin

## Aplikace Food marketingu

### Coca Cola
Firma vyrábějící nápoje se rozhodla více investovat do Content marketingu, tedy vytváření zajímavého obsahu, do příběhů a jejich šíření mezi lidi. Doposud byli spotřebitelé zvyklí na tradiční marketingové poselství Coca Coly, které se neměnilo celá desetiletí. Hlavním tahounem byla televizní reklama, která ukazovala šťastné lidi, kteří díky lahvi Coca Coly dokázali svým optimismem nakazit ostatní. Dalším tradičním poselstvím je spojitost Coca Coly s Vánoci. A to s pomocí nejúspěšnější reklamní postavy a komerčního symbolu všech dob, Santa Clause, jeho moderní variaci s červenými rozzářenými trucky.

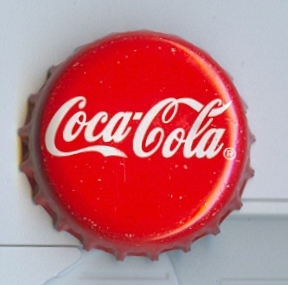
Coke

### McDonald’s
Společnost McDonald's se zaměřil na děti, kdy jejich internetová stránka umožňujeme dětem vytvořit společnou fotografii s maskotem firmy klaunem Ronaldem, pokud nahrají svou fotografe. Objevily se komplikace v oblasti ochrany osobních údajů, kdy zveřejněné fotografie byly přístupné široké veřejnosti.

### M&M's
Jako příklad marketingového využití modré barvy lze uvést barevné čokoládové lentilky M&M's, které vyrábí společnost Mars. Řada zákazníků se nepozastavuje nad skladbou barev obsahu sáčku, ale i zde se promyšleně aplikuje strategie barev. Sáčky se plní bonbony podle následujícího poměru: 30 % bonbonů je hnědých, 20 % červených, 20 % zelených a po 10 % oranžových a modrých.

M&M's